# Barbara Wright (Doctor Who)
Barbara Wright es un personaje de ficción de la serie británica de ciencia ficción Doctor Who, y una acompañante del Primer Doctor. Fue una de los miembros del primer reparto regular de la serie, y apareció en sus dos primeras temporadas, de 1963 a 1965, interpretada por Jacqueline Hill. En una de las adaptaciones cinematográficas de 1965, Barbara fue interpretada por Jennie Linden, pero con una personalidad e historia totalmente diferentes, incluyendo ser la nieta del "Dr. Who". Barbara apareció en 16 historias (73 episodios).

## Historia del personaje
Oriunda de Bedfordshire, Barbara Wright enseña historia en el Coal Hill School en Londres en 1963, y trabaja con el profesor de ciencias Ian Chesterton. Una de sus estudiantes, Susan Foreman, muestra unos conocimientos avanzados de ciencia e historia muy poco comunes, y al mismo tiempo muy poca habilidad con otras materias. En un intento de saber más de esta "chica sobrenatural", Barbara e Ian siguen a Susan a su casa, llegando a un solar, donde oyen su voz desde dentro de lo que aparenta ser una cabina de policía. Durante un enfrentamiento con el abuelo de Susan, el Doctor, Barbara se abre camino dentro de la cabina, para descubrir que su exterior camufla el interior mucho más grande de la TARDIS, convirtiéndose en el primer ser humano que sube a bordo de la misma.
Después de que el Doctor le revela a Barbara e Ian que Susan y él son alienígenas exiliados de su propio planeta, les dice que no puede correr el riesgo de que revelen la TARDIS a su mundo contemporáneo, y desmaterializa la nave a pesar de las protestas de Susan. Desde este momento, el Doctor no tiene control de dónde o cuándo aterrizaran, siendo imposible lograr un regreso al Londres de 1963. Aunque al principio, Barbara no quiere ser una viajera en el tiempo, con su fuerza de voluntad se va haciendo poco a poco más aventurera, a la vez que se convierte en una figura maternal, primero para Susan y después para Vicki. Suele ser la única que se enfrenta a la naturaleza cáustica del Primer Doctor con firmeza y lógica. La química entre Ian y ella es también evidente, aunque la naturaleza de su relación no queda aclarada en la serie de televisión.
A la vez que exploran planetas alienígenas, Barbara también visita épocas del pasado y el futuro de la Tierra, como el Imperio Romano de Nerón, Palestina en la Tercera Cruzada, el Himalaya en el siglo XIII, y un Londres posapocalíptico en el siglo XXII.
Aunque se respetan mutuamente y se van teniendo más cariño según pasa el tiempo, la relación entre el Doctor y Barbara se pone varias veces a prueba por sus puntos de vista opuestos. En The Aztecs, confunden a Barbara con la reencarnación de un sumo sacerdote, Yetaxa, después de que la encuentren en posesión de su brazalete. Barbara aprovecha la oportunidad para cambiar el curso de la historia, e intenta convencer a los aztecas de que abandonen los sacrificios humanos, para que cuando Hernan Cortés, que destruyó el imperio Azteca, llegue, se encuentre una civilización gloriosa. El Doctor avisa a Barbara de que no puede reescribir la historia, pero ella hace oídos sordos a sus protestas. Barbara fracasa y, aunque ha logrado influir en algunos aztecas, la historia sigue su curso.
Tras muchas aventuras, Barbara e Ian logran regresar a su propio hogar y época mediante una máquina del tiempo de los Daleks, aunque dos años después de su partida, y probablemente con mucho que explicar a sus familias y amigos. Barbara es mencionada en Death of the Doctor, una historia en dos partes de la cuarta temporada de The Sarah Jane Adventures emitida en octubre de 2010. Tras conocer a Jo Grant y al Undécimo Doctor, Sarah Jane Smith revela que ha estado investigando las vidas de algunos de los acompañantes terrestres del Doctor, y descubrió que Ian y Barbara se habían casado, se habían hecho profesores, vivían en Cambridge y se rumoreaba que no habían envejecido desde los sesenta.